# Hachette FLE
Hachette FLE est une maison d'édition scolaire française, membre du groupe Hachette Livre, spécialisée dans les manuels de français langue étrangère.

## Ouvrages notables
- Adosphère[2],[3] puis Adomania[4]
- Agenda[5]
- Alter Ego[6],[7],[8], Alter Ego +[9],[10],[11],[12] et Mon Alter Ego[13]
- Cosmopolite[14]
- Inspire[15]
- Le Mag'[16],[17]

En 1984, la maison d'édition publie aussi Policiers, un recueil de nouvelles policières en trois volumes.